# Empattement (typographie)
Pour les articles homonymes, voir Empattement.
En typographie, les empattements sont les petites extensions qui terminent les extrémités des caractères dans certaines polices d’écriture, dites avec empattement (au singulier ; serif en anglais), que l’on oppose aux polices sans empattement (sans serif). Une diagonale forme avec son empattement un angle appelé angle d’empattement, caractéristique d’une police. On distingue parfois l’obit, aussi appelé empattement de tête ou empattement supérieur, de l’empattement dit empattement de pied ou empattement inférieur.

## Origine
Initialement, les empattements proviendraient de la trace laissée par l'outil (plume, pinceau, etc.) lorsque la main s'élève en achevant le geste d'écriture. Parallèlement, les Romains sculptaient les lettres capitales lapidaires avec de légers empattements pour accentuer les jeux de lumière dans la gravure sur pierre en creux et augmenter la clarté des formes monumentales, lues et vues d'une grande distance (voir aussi : Cunéiforme). Les textes gravés étaient préalablement tracés entre deux portées, haute et basse : les empattements des hampes permettent de retrouver visuellement l’alignement de ces portées et concourent à l’harmonie générale.
Une autre explication soutient que les empattements sont les vestiges du ciseau qui était planté de manière perpendiculaire au trait afin d'arrêter de manière précise le trait de gravure. Ce ciseau laissait alors une marque correspondant à l'empattement. Ce « défaut » technique lié à la gravure se retrouve dans les gravures anciennes (inscriptions romaines sur pierre).

## Police de caractères avec empattement
La quasi-totalité des polices utilisées en imprimerie, à partir des caractères humanistiques, et les divers styles qui ont suivi, des origines jusqu'à nos jours, sont à empattements.
La forme des empattements a pu servir d'indice pour établir des classifications de caractères.
- Les caractères classiques ont des empattements triangulaires, relativement épais avec les humanes, s'affinant avec les garaldes et les réales, et réduits à un trait filiforme avec les didones.
- Les empattements rectangulaires signalent les égyptiennes, ou mécanes.
- Les caractères inspirés des inscriptions gravées, avec des empattements très réduits, ou simplement en épaississement des fûts aux extrémités, sont dits incises (la police Optima, par exemple).

Par défaut pour un navigateur web, la police latine avec empattements sera Times New Roman sous Windows, et Times sur un Mac. Cependant il est possible pour l'utilisateur de redéfinir ce comportement par défaut.

Empattements droits à congés (h de Georgia).
Empattements rectangulaires (h de DejaVu Serif).
Empattements droits filiformes (h de Didot).

## Police de caractères sans empattement
Les caractères sans empattement sont désignés comme « caractères bâton » ou « linéales ». En anglais, l'appellation est sans serif ou gothic. L'anglais reprend ici le mot français « sans » (modérément répandu en anglais, hors d'un contexte typographique) dans son acception habituelle. En allemand, on les appelle Grotesk (« grotesques »).
Par défaut pour un navigateur web, la police sans empattement sera Arial.
Pour les personnes dyslexiques, il est généralement plus simple de lire une police sans empattement.

## Effets psychologiques
Une étude psychologique de Tantillo, Di Lorenzo-Aiss et Mathisen en 1995, intitulée Quantifying perceived differences in type styles: An exploratory study montre que l'empattement, notamment sur un titre, peut servir des visées marketing sur le lectorat. L'empattement suggère des valeurs conservatrices, traditionnelles, élégantes.
Les polices dites « bâton », plus simples à lire pour les personnes dyslexiques, utilisées sur Internet mettent en avant la modernité de ce dernier tout en facilitant la lecture pour les personnes malvoyantes.